# Asociación de industrias técnicas del audiovisual español
La Asociación de industrias técnicas del audiovisual español (AITE) es una asociación profesional española sin ánimo de lucro que agrupa a las empresas vinculadas al proceso técnico de creación o realización de una obra o producción audiovisual o sonora para cine, vídeo y multimedia.
AITE se estructura en tres grandes grupos de actividad que componen los pilares de la industria técnica audiovisual:
- Empresas de fabricación, que aportan al sector los bienes de fabricación propia o de representación exclusiva utilizados como material o herramientas del proceso técnico audiovisual.

- Industrias de proceso técnico, que aportan al sector las soluciones técnicas audiovisuales fruto de la utilización y transformación de los bienes, y con el saber hacer y la creatividad de los profesionales.

- Entidades de formación, que aportan al sector el conocimiento y método para la formación de los profesionales de la industria técnica audiovisual.